# Dubiaranea rufula
Dubiaranea rufula là một loài nhện trong họ Linyphiidae. Loài này được phát hiện ở Peru.